# Hepatitis
Hepatítis pomeni vnetje jetrnega tkiva. V nekaterih primerih poteka brezsimptomno, sicer pa se lahko kaže s slabostjo, bruhanjem, zmanjšanjem teka, drisko, utrujenostjo, vročino, bolečinami in napetostjo v trebuhu, zlatenico, povečanimi jetri in moteno jetrno funkcijo.
Kadar izzveni v šestih mesecih ali prej, govorimo o akutnem hepatitisu, če traja dlje, pa o kroničnem hepatitisu. Akutni hepatitis lahko spontano izzveni, napreduje v kronično obliko, v redkih primerih pa tudi povzroči odpoved jeter. Kronični hepatitis lahko vodi v jetrno cirozo, odpoved jeter ali raka jeter.
Najpogosteje ga povzročajo virusi, in sicer virus hepatitisa A, B, C, D in E. V tem primeru govorimo o virusnih hepatitisih. Hepatitisa A in E se prenašata zlasti preko okužene hrane ali vode, hepatitis B s spolnim odnosom, iz okužene matere na otroka med nosečnostjo ali porodom ali z okuženo krvjo, hepatitis C preko krvi, na primer z uporabo okuženega pribora pri injiciranju mamil, hepatitis D pa lahko okuži le osebe, ki so že okužene s hepatitisom B.
Drugi možni vzroki so uživanje prekomernih količin alkohola (alkoholni hepatitis), avtoimunska bolezen (avtoimunski hepatitis), izpostavljenost nekaterim toksinom ali zdravilom, bakterijska okužba in nealkoholni steatohepatitis (NASH).
Hepatitisi A, B in D se lahko preprečijo s cepljenjem. Za zdravljenje kroničnih hepatitisov so na voljo zdravila, kronični hepatitis C se lahko z uporabo zdravil v večini primerov pozdravi in zdravljenje se priporoča za vse bolnike s kroničnimk hepatitisom (razen pri tistih s kratko pričakovano žvljenjsko dobo zaradi drugih bolezni). Za zdravljenje nealkoholnega steatohepatitisa specifična zdravila ne obstajajo, priporočajo pa se telesna dejavnost, zdrava prehrana in izguba telesne mase. Pri avtoimunskem hepatitisu so lahko učinkovita zdravila, ki zavirajo delovanje imunskega sistema. V primeru akutne ali kronične jetrne odpovedi je lahko učinkovita presaditev jeter.
Leta 2015 je bilo v svetovnem merilu okoli 114 milijonov bolnikov s hepatitisom A, 343 milijonov bolnikov s kroničnim hepatitisom B in 142 milijonov bolnikov s kroničnim hepatitisom C. V Združenih državah Amerike je približno 11 milijonov bolnikov z NASH-om ter okoli 5 milijonov bolnikov z alkoholnim hepatitisom. Hepatitis povzroči v svetovnem merilu več kot milijov smrti letno, zlasti posredno zaradi ciroze in raka jeter.